# تاشون توماس
تاشون توماس (بالإنجليزية: TaShawn Thomas)‏ مواليد 27 فبراير 1993 في لاس فيغاس، هو لاعب كرة سلة أمريكي. بدأ مسيرته الاحترافية في سنة 2015. يلعب مع جويرينو فانولي باسكت في ليغا باسكيت الدرجة الأولى. يحمل الرقم 35. يبلغ طوله 6 قدم 8 بوصة (2.0 م).

## روابط خارجية
- تاشون توماس على موقع كرة السلة الأوروبية.كوم (الإنجليزية)
- تاشون توماس على موقع DraftExpress.com (الإنجليزية)
- تاشون توماس على موقع كلية كرة السلة في سبورتس رفرنس.كوم (الإنجليزية)
- تاشون توماس على موقع ريلجم (الإنجليزية)
- تاشون توماس على موقع بروبوليرز (الإنجليزية)
- تاشون توماس على موقع سبورتس رفرنس (الإنجليزية)